# Deniz Doğan
Deniz Doğan (Lubecca, 20 ottobre 1979) è un ex calciatore turco, di ruolo difensore.

## Carriera
Con l'Eintracht Braunschweig ha ottenuto la promozione dalla terza alla prima serie, debuttando in Bundesliga nel 2013.

## Palmarès

### Club

#### Competizioni nazionali
- 3. Liga: 1

Eintracht Braunschweig: 2010-2011